# Joseph E. Persico
Joseph Edward Persico, né le 19 juillet 1930 à Gloversville et mort le 30 août 2014 à Albany, est un auteur et historien militaire américain. De 1974 à 1977, il est rédacteur principal des discours du Vice-président des États-Unis Nelson Rockefeller. Au moment de sa mort, il vit à Guilderland, New York.
Son livre Nuremberg : Infamy on Trial raconte l'histoire des procès de Nuremberg ; il est adapté pour la télévision sous la forme du docudrame Nuremberg. 

## Biographie

### Jeunesse
Joseph Edward Persico naît à Gloversville, dans l'État de New York, le 19 juillet 1930. Son père se nomme Thomas Persico et sa mère Bianca Perrone. En 1952, il obtient un baccalauréat ès arts en anglais et en sciences politiques du New York State College for Teachers (désormais l'université d'Albany). Après avoir obtenu son diplôme, il rejoint l'US Navy où il est lieutenant à bord d'un dragueur de mines et travaille également au siège de l'OTAN à Naples, en Italie. 

### Carrière publique
Après trois ans, il quitte la Marine et rejoint l'équipe du gouverneur de l'État de New York W. Averell Harriman en tant qu'écrivain et chercheur. En 1960, Joseph Persico rejoint la United States Information Agency en Argentine, au Brésil et à Washington en tant qu'officier du service extérieur. 
De 1963 à 1966, il est adjoint exécutif au département de santé de l'État de New York (en). En 1966, il devient rédacteur en chef des discours du gouverneur de New York, Nelson Rockefeller. Il reste le principal rédacteur de discours de Rockefeller tout au long de la vice-présidence de ce dernier. 
Joseph Persico est nommé commissaire à l'American Battle Monuments Commission par le secrétaire d'État de l'époque, Colin Powell. À ce titre, il contribue à la conception du National World War II Memorial, situé dans le National Mall de Washington, DC, en écrivant les mots du poème gravé dans la pierre du message située à l'entrée est du mémorial, ainsi que sur le « Mur de la liberté » sur le bord ouest du mémorial. 

### Carrière d'auteur
En 1977, après la fin du mandat de Rockefeller, Persico publie My Enemy My Brother : Men and Days of Gettysburg, un ouvrage historique de non-fiction couvrant la guerre de Sécession. En 1979, il publie un roman, The Spiderweb, et une autre étude de non-fiction, Piercing the Reich : The Penetration of Nazi Germany by American Secret Agents during World War II. 
Trois ans plus tard, il produit The Imperial Rockefeller, une biographie de son ancien employeur. Elle est suivie d'une biographie d'Edward R. Murrow. En 1995, il co-écrit l'autobiographie de Colin Powell, My American Journey. Tout au long des années 1990, Joseph Persico continue à publier des livres historiques (Casey: De l'OSS à la CIA et Nuremberg: Infamy on Trial) ainsi que de nombreux articles sur l'histoire américaine. 
En novembre 2001, il publie Roosevelt's Secret War : FDR and World War II Espionage et en 2004, Onzième mois, onzième jour, onzième heure : jour de l'armistice, 1918, la Première Guerre mondiale et son violent climax. En mai 2013, il publie son dernier livre, Roosevelt's Centurions, chez Random House. 

### Mort et enterrement
Joseph Persico meurt en hospice à l'hôpital St. Peter's d'Albany, le matin du 30 août 2014. Il est enterré au cimetière national de Saratoga Gerald BH Solomon, à Schuylerville dans l'État de New York. 

### Vie privée
Il était marié à Sylvia Palma LaVista ; ils avaient deux filles.